# Дийп Спейс 2
Дийп Спейс 2 (на английски: Deep Space 2) е мисия на НАСА, част от програма Ню Милениум изстреляна през януари 1999, съствена от две високотехнологични миниатюрни космически сонди изпратени към Марс. Сондите били наречени „Скот“ и „Амундсен“ в чест на Робърт Скот и Руал Амундсен, първите изследователи достигнали Южния полюс на Земята.
Те трябвало да бъдат първите космически кораби, които ще проникнат през повърхността на друга планета. Двата апарата също са първите кацнали на друга планета, използвайки въздушна обвивка, а не парашути или ракети, за да намалят своята скорост при удар.
Сондите достигнали Марс без инциденти, но комуникацията никога не била установена след приземяването и на 13 март 2000 г. мисията била обявена за провал. Не се знае причината за неуспеха.

## Профил на мисията
Всяка сонда тежала само 2,4 kg и била поставена в защитна въздушна обвивка. Те пристигнали на Марс на борда на друг кораб, Марс Полър Лендър. Космическите апарати кацнали на южния полярен регион на Марс на 3 декември 1999 г. Сондите били спуснати от главния космически кораб във въздушните овивки с големина на баскетболни топки. Те се спуснали през марсианската атмосфера и ударили повърхността със скорост 179 m/s. Всяка въздушна обвивка е били конструирана така че при удара с повърхността тя да се разпадне и сондата с големина на грейпфрут да се разбие на две части. Долната част наречена „предно тяло“ е трябвало да пробие марсианската почва в дълбочина 0,6 m. Горната част от сондата или „задното тяло“ е проектирана така, че да остане на повърхността и да предава информация към Марс Глобъл Сървейър, който се намира в орбита около Марс. Орбиталният апарат е щял да изпраща получената информация от сондите на Марс към Земята. Двте отделни части на сондите е трябвало да останат свързани посредством кабел за данни.

## Провал на мисията
Сондите достигат Марс без проблем, но след кацането наземния екип не успява да установи връзка с тях. Не е известна каква е причината за това. Наземният екип има няколко предположения:
- оборудването за предаване на радио сигналите е имало малък шанс да остане невредимо при сбълъска с марсианската повърхност
- има вероятност сондите да са се ударили в прекалено каменистта почва, която ги е повредила
- батериите на сондите, които са заредени година по-рано преди самото изстрелване може би са се изтощили преждевременно[4]

## Галерия
|                                   |
| Инструмента за пробиване на почва |

|                                                    |
| Анимация показваща функционирането на Дийп Спейс 2 |

|                       |
| Компоненти на сондата |